# De Regenboog (Nuenen)
Kerkelijk Centrum 'De Regenboog'  is een kerkgebouw aan de van de PKN gemeente aan de Sportlaan te Nuenen, in de provincie Noord-Brabant. Het werd in 1999 in gebruik genomen.

## Geschiedenis
De protestanten in Nuenen gebruikten sinds de Reformatie de hen toen toegewezen rooms-katholieke kerk. Ze waren eind achttiende eeuw met zo weinigen dat ze de kerk niet goed konden onderhouden waardoor hij in verval raakte. In 1799 werd het gebouw teruggegeven aan de katholieken. Vanaf 1812 konden de protestanten weer beschikken over een eenvoudig eigen kerkgebouw dat in 1824 werd vervangen door het zogenoemde Van Goghkerkje.
Vanaf 1947 groeide de Nederlands-hervormde gemeenschap in Nuenen sterk door instroom van buitenaf: Nuenen werd een forensendorp. Het Van Goghkerkje was te klein geworden, men moest gebruikmaken van diverse tijdelijke locaties, zoals de kapel van De Vank en die van Eckartdal.
De  synodaal gereformeerden in Nuenen gingen al in een vroeg stadium samen met de hervormden hetgeen leidde tot de Reformatorische Gemeente Nuenen (RGN). Door deze organisatie werd een nieuw kerkgebouw gebouwd dat in 1999 in gebruik werd genomen.

## De kerk
Kerkelijk Centrum 'De Regenboog' omvat naast een zaalkerk ook een aantal vergaderruimten en dergelijke. Architect was Iwan Povse. De bakstenen kerk heeft boven de ingangspartij twee muren die een torenachtige aanblik bieden. Hierop is een decoratief kunstwerk aangebracht, bestaande uit een kruis met daardoor een regenboog.
In de kerk valt een glasraam op dat is gemaakt door Karel Appel. Dit is afkomstig uit de, gesloopte, Nederlands Hervormde Kruiskerk die zich bevond te Geleen-oost.